# Zakon Młodych Niemców
Zakon Młodych Niemców (niem. Jungdeutscher Orden, nazwa zwyczajowo skracana do Jungdo) – była znaczącą organizacją paramilitarną, działającą w Republice Weimarskiej. Jej nazwa oraz godło zostały zainspirowane symboliką zakonu krzyżackiego (Deutscher Orden).
Ta „pseudorycerska” organizacja angażowała się w politykę nacjonalistyczną Niemiec. Posiadała własną, wewnętrzną frakcję młodzieżową – Jungdeutsche Jugend. Jungdo miało również przedstawicielstwo polityczne – Volksnationale Reichsvereinigung (Ludowe Narodowe Stowarzyszenie Rzeszy), które połączyło się w roku 1930 z Niemiecką Partią Demokratyczną oraz odłamem Chrześcijańskiej Społecznej Służby Ludowej, tworząc Niemiecką Partię Państwową (Deutsche Staatspartei). Ze względu na ówczesną sytuację polityczną, słynąca z liberalizmu Niemiecka Partia Demokratyczna otworzyła się na tendencje głęboko prawicowe.
Ugrupowanie zostało utworzone przez Artura Mahrauna w maju 1920 roku w Kassel. Organizacja starała się przywrócić idee przedwojennego ruchu młodzieżowego Wandervogel. W krótkim czasie zgromadziła 70 tys. członków. Na początku 1921 roku jej działalność została zakazana. Przez pewien okres stanowiła największe z licznych ugrupowań paramilitarnych lat 20. XX wieku. Przed rokiem 1930 zrzeszała niemal 300 tys. osób. W roku 1933 zdelegalizował ją rząd nazistowski.